# Усюань
Усюа́нь (кит. упр. 武宣, пиньинь Wǔxuān) — уезд городского округа Лайбинь Гуанси-Чжуанского автономного района (КНР).

## История
В эпоху Южных и Северных династий эти места входили в состав уезда Гуйлинь (桂林县). После основания империи Тан в 621 году из уезда Гуйлинь был выделен уезд Усянь (武仙县). Во времена империи Мин уезд Усянь был в 1431 году переименован в Усюань.
После вхождения этих мест в состав КНР в конце 1949 года был образован Специальный район Лючжоу (柳州专区), и уезд вошёл в его состав. В сентябре 1952 года уезды Сянсянь и Усюань были объединены в уезд Шилун (石龙县). В декабре 1952 года в провинции Гуанси был создан Гуйси-Чжуанский автономный район (桂西壮族自治区), и Специальный район Лючжоу вошёл в его состав.
В 1953 году Специальный район Лючжоу был расформирован, и уезд Шилун перешёл в состав Специального района Ишань (宜山专区) Гуйси-Чжуанского автономного района провинции Гуанси. В 1956 году Гуйси-Чжуанский автономный район был переименован в Гуйси-Чжуанский автономный округ (桂西僮族自治州).
В 1958 году автономный округ был упразднён, а вся провинция Гуанси была преобразована в Гуанси-Чжуанский автономный район; при этом был расформирован Специальный район Ишань, и уезд перешёл в состав воссозданного Специального района Лючжоу.
Постановлением Госсовета КНР от 30 мая 1960 года уезд Шилун был переименован в Сянчжоу (象州县).
В марте 1962 года из уезда Сянчжоу был вновь выделен уезд Усюань.
В 1971 году Специальный район Лючжоу был переименован в Округ Лючжоу (柳州地区).
19 ноября 2002 года Округ Лючжоу был расформирован, и уезд перешёл в состав нового городского округа Лайбинь.

## Административное деление
Уезд делится на 7 посёлков и 3 волости.